# Vitemberga
Vitemberga (em alemão: Wittenberg), oficialmente Cidade de Lutero de Vitemberga (em alemão: Lutherstadt Wittenberg) é uma cidade da Alemanha, localizada no estado da Alta Saxônia. Com uma população de 50 mil habitantes, a cidade guarda uma importância histórica religiosa como um dos cenários da Reforma Protestante. Foi na porta da Igreja do Castelo de Vitemberga que Martinho Lutero pregou suas 95 teses.
Igualmente em 1933, durante o regime nazista, no sínodo de Vitemberga, Ludwig Müller seria eleito bispo da Igreja do Reich.

## Lugares e monumentos
- Igreja de Todos os Santos
- Castelo de Wittemberg
- Casa de Lutero (século XVI)
- Casa de Melanchthon
- Universidade de Wittemberg e Universidade Martinho Lutero de Halle-Wittemberg
- Museu das Colecções Municipais no Arsenal.

## Personalidades ligadas à cidade
- Os Protestant Reformers Martinho Lutero e Philippe Melanchthon viveram, ensinaram, lideraram a Reforma Protestante e fundaram o Luteranismo.
- August Dörffurt (1767-1825), farmacêutico e presidente da câmara da cidade.
- Daniel Sennert (1572-1637), professor de medicina na Universidade de Wittemberg.
- Albert Giese (1803-1834), linguista nascido em Wittemberg.
- Friedrich Schorlemmer (* 1944 em Wittenberge), teólogo.
- Reiner Haseloff (* 1954 em Bülzig), político (CDU), desde 2011 ministro-presidente da Saxónia-Anhalt
- Manuela Mucke (1975-), campeã olímpica e mundial de canoagem.
- Nils Seethaler (1981-), antropólogo cultural.